# Kapelle St. Karl Borromeo

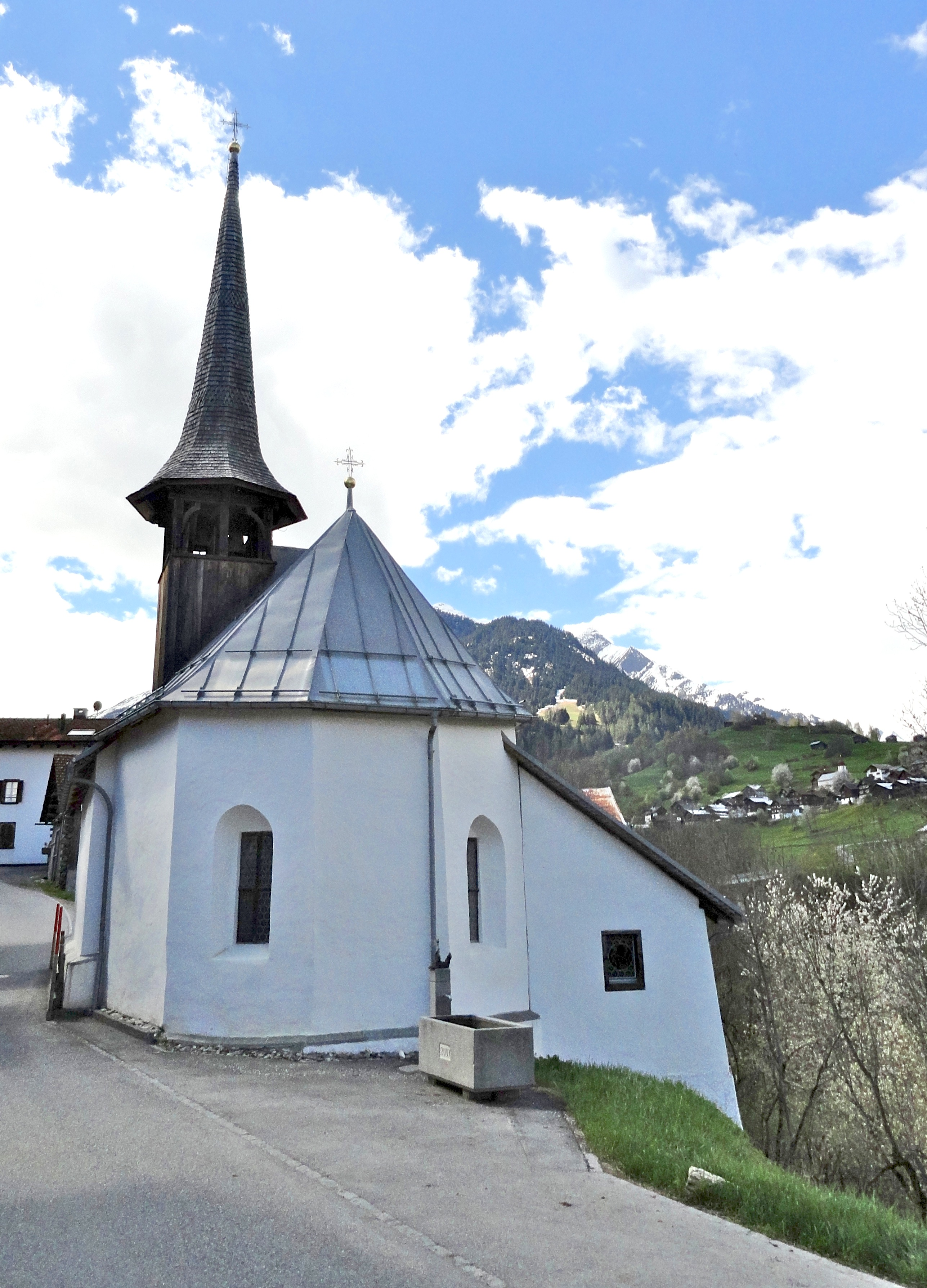
Ansicht von Osten

Die römisch-katholische Kapelle St. Karl Borromeo steht in Uors im Val Lumnezia im schweizerischen Kanton Graubünden. Sie ist Karl Borromäus geweiht.

## Bau
Die nach Nordosten ausgerichtete Kirche besteht aus einem nahezu quadratischen Schiff und einem polygonalen, sich verjüngenden Chor. Das mit einem achteckigen Spitzhelm gekrönte Türmchen steht an der Ostseite, die Sakristei ist an die Westseite angebaut.
Bauliche Anzeichen wie Fensterform und die Form des Chorbogens sprechen dafür, dass 1616 anstelle eines bestehenden kleineren Chors ein neuer Chor an ein älteres Schiff angebaut wurde.
Der Saal ist mit einer flachen Holzleistendecke aus dem Jahr 1926 gedeckt. Die Malereien im Chor wurden 1616 von Hans Jakob Greutter geschaffen; sie sind am Chorbogenscheitel signiert. An den Wänden zeigen sie das Abendmahl und Gethsemane, im Chorgewölbe die Evangelisten, die vier Kirchenväter, posaunenblasende Engel und Renaissance-Ornamente. In der Chorbogenleibung zwölf Halbfiguren von Vorfahren Christi, deren Namen auf Schriftbändern stehen. 1926 wurden die Bilder von der Firma Christian Schmitt aus Zürich restauriert.
An der Nordwand des Schiffs finden sich von anderer Hand 21 Bilder aus dem Leben Karl Borromäus’ aus der Mitte des 17. Jahrhunderts.
Der einfache Spätrenaissance-Altar mit zwei Säulen stammt aus dem Jahr 1643; das Altarblatt ist von Georg Wilhelm Graesner aus Konstanz. Die beiden Glocken stammen aus den Jahren 1617 und 1635.

## Bilder

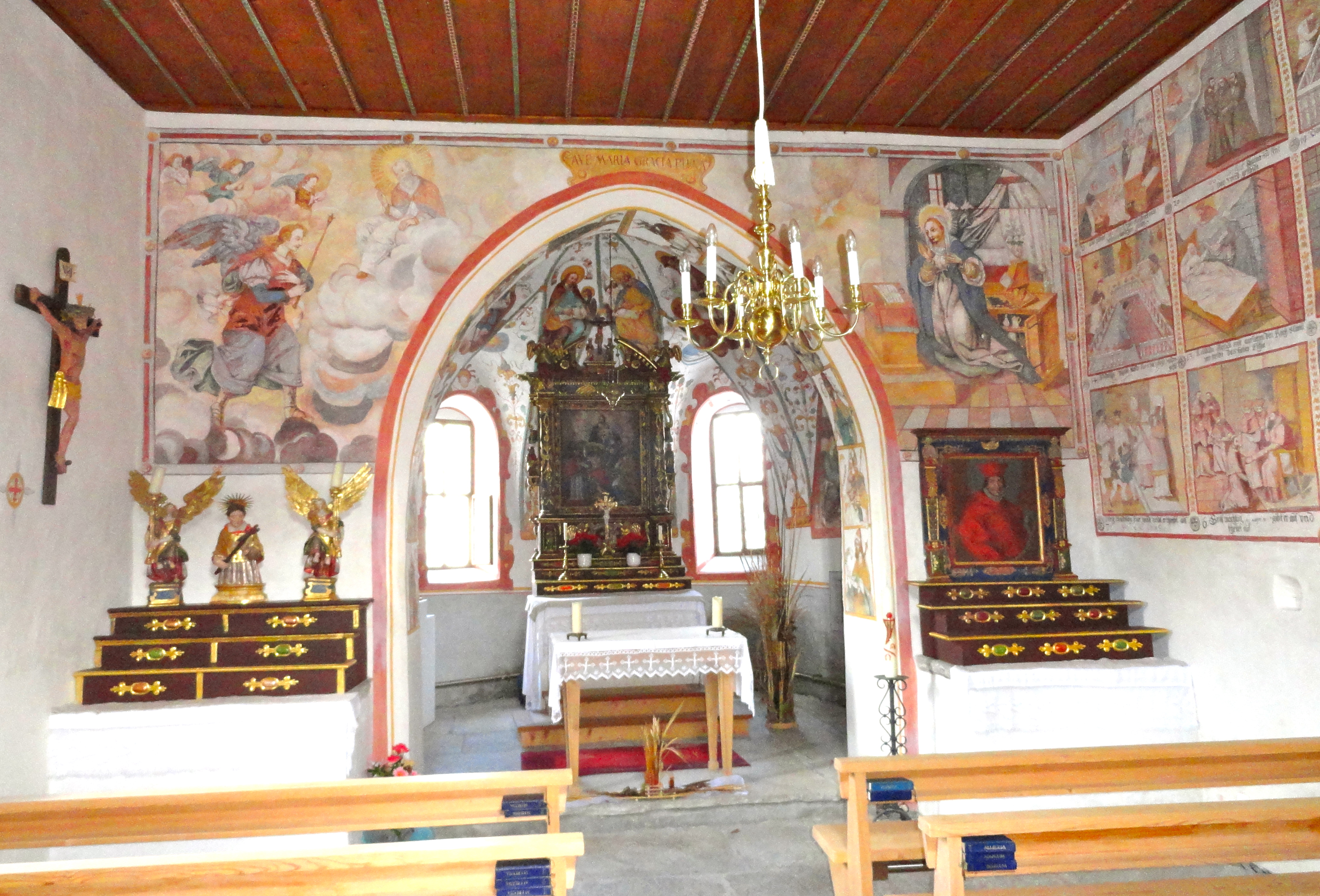
Innenraum
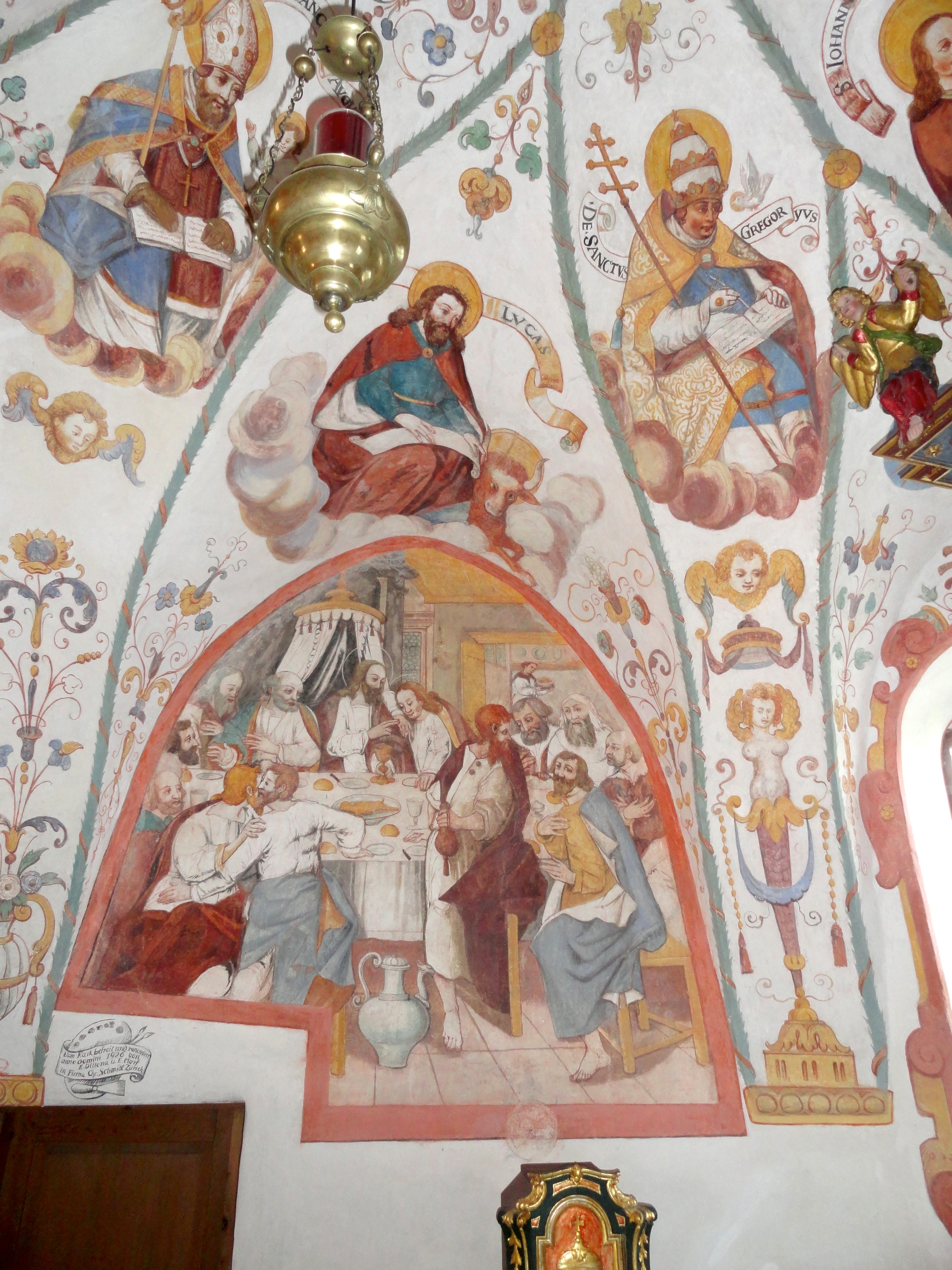
Wandmalereien im Chor
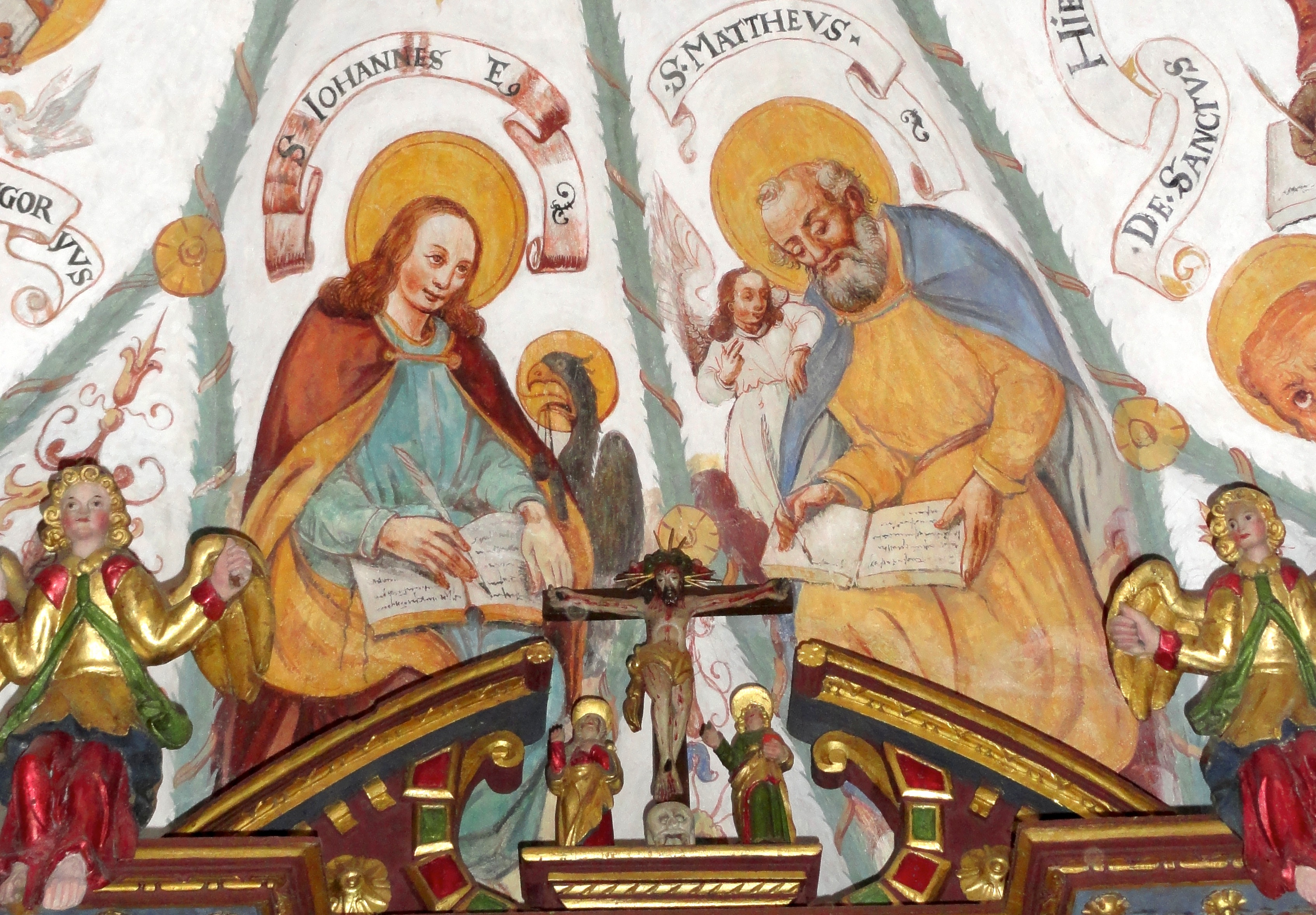
Darstellungen von Evangelisten
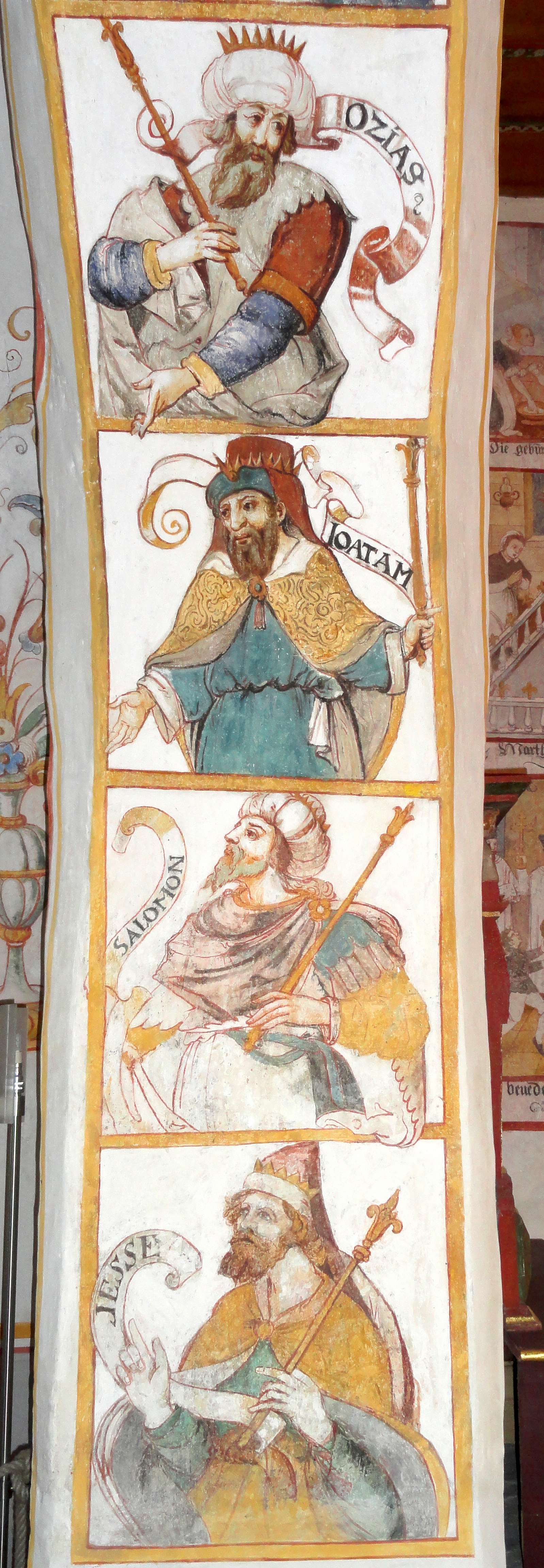
Ausmalung der Chorbogenleibung
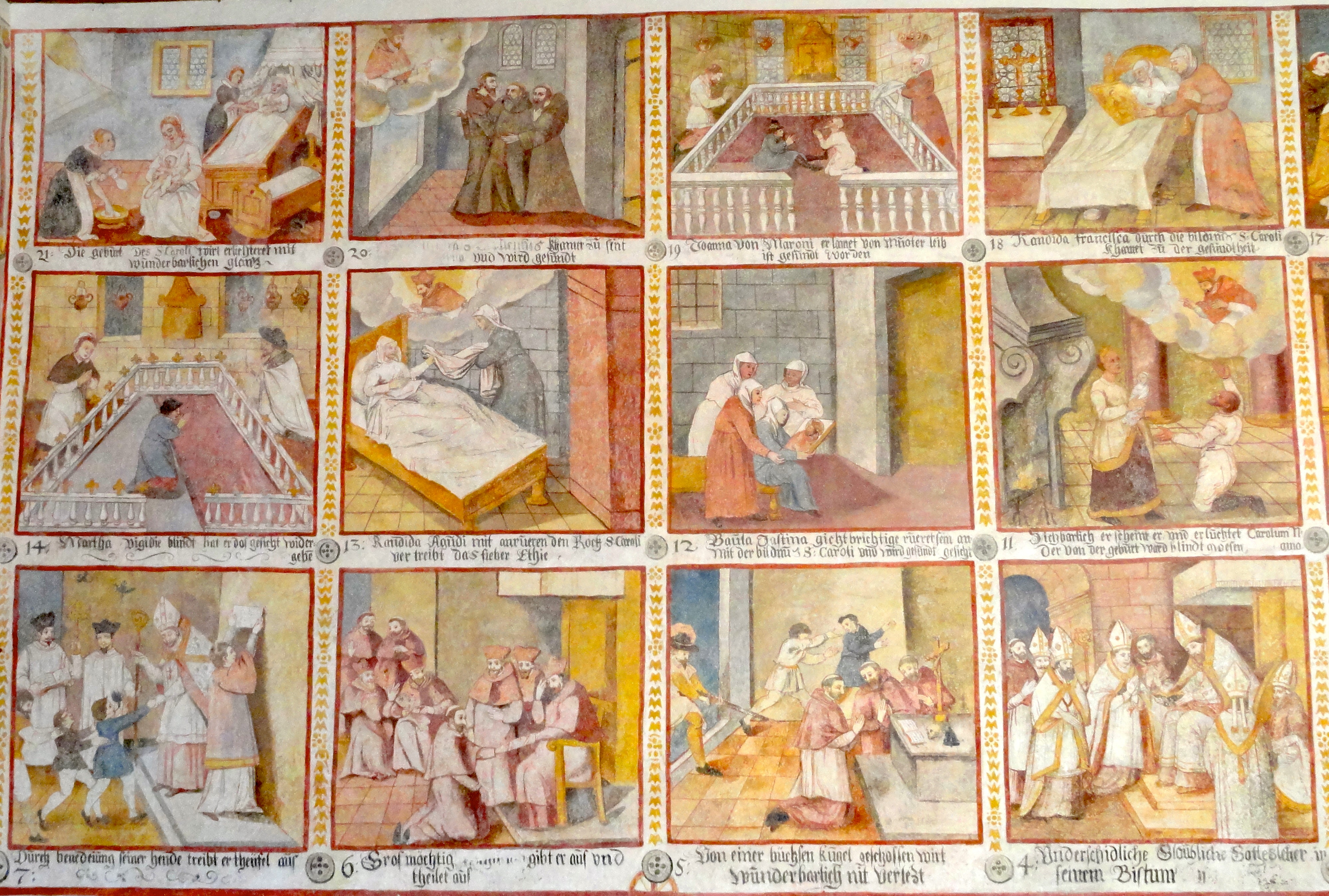
Seitenwand-Bemalung